# جيمس د. بورنس
جيمس د. بورنس (بالإنجليزية: James D. Burns)‏ هو شريف أمريكي، ولد في 28 يوليو 1865، وتوفي في 3 يناير 1928.